# Malmbanan
A Malmbanan (szó szerint Ércvasút) egy egyvágányú 15 kV, 16,7 Hz-cel villamosított vasútvonal Svédország és Norvégia északi részén, a Botteni-öbölnél fekvő Luleå és az Atlanti-óceán partján található Narvik között. A norvégiai szakasz Ofotbanen néven ismert.
A vonalat az LKAB bányatársaság vasércszállításra használja a kirunai és malmbergeti bányákból a narviki és luleåi kikötőkbe. A vonal kialakítása lehetővé teszi 8600 tonnás vonatok közlekedését, illetve 30 tonnás tengelyterhelést, ezzel egyedülálló Skandináviában.

## Története
Az első, Luleå és Gällivare közti szakaszt 1888-ban nyitották meg, míg az utolsóként elkészült Kiruna–Narvik szakaszt hivatalosan II. Oszkár király adta át 1903. július 14-én. A Kiruna–Riksgränsen szakasz az első fontosabb svéd vasútvonal volt, amit villamosítottak (1915-ben).

## Mozdonyok
|  | Sorozat        | Szolgálatban | Teljesítmény    | Darabszám |
|  | -------------- | ------------ | --------------- | --------- |
|  | SJ Ma/Mb (gőz) | 1902-?       |                 | 34        |
|  | SJ R (gőz)     | 1908-?       | 18 000 Kilopond | 8         |
|  | SJ O           | 1914-?       |                 |           |
|  | NSB El 3       | 1925-1967    | 2x 2134 kW      | 10        |
|  | NSB El 4       | 1925-1963    | 2x 2088 kW      | 5         |
|  | SJ Dm3         | 1953-2013    | 3x 2400 kW      | 97        |
|  | NSB El 12      | 1954-1992    | 2x 2398 kW      | 8         |
|  | NSB El 15      | 1967–2004    | 2x 5400 kW      | 6         |
|  | SJ Rm          | 1977-85      | 3x 3600 kW      | 6         |
|  | MTAB IORE      | 2000-        | 2x 5400 kW      | 18        |

## Fordítás
- Ez a szócikk részben vagy egészben a Malmbanan című angol Wikipédia-szócikk ezen változatának fordításán alapul.  Az eredeti cikk szerkesztőit annak laptörténete sorolja fel. Ez a jelzés csupán a megfogalmazás eredetét és a szerzői jogokat jelzi, nem szolgál a cikkben szereplő információk forrásmegjelöléseként.
- Ez a szócikk részben vagy egészben az Erzbahn (Schweden) című német Wikipédia-szócikk ezen változatának fordításán alapul.  Az eredeti cikk szerkesztőit annak laptörténete sorolja fel. Ez a jelzés csupán a megfogalmazás eredetét és a szerzői jogokat jelzi, nem szolgál a cikkben szereplő információk forrásmegjelöléseként.